# Anna Chandler
Anna Chandler (4 de julio de 1884 – 10 de julio de 1957) fue una actriz de vodevil y cantante mezzosoprano estadounidense y cantante mezzosoprano de canciones populares y clásicas ligeras.
Nació en New Cumberland (Pensilvania).[cita requerida] Chandler se casó con Jack Curtis, un agente de reservas. Tuvieron una hija, Beatrice Curtis, que se convirtió en actriz y su primer esposo fue el actor de vodevil Harry Fox.
Chandler fue una artista titular del Orpheum Circuit. Cantó canciones en hebreo y italiano casi exclusivamente durante su carrera como artista principal en el Orpheum Circuit. En Broadway, Chandler interpretó a la señora Anastasia Kidd en Jumping Jupiter (1911) y a Bessie Bloom en Mendel, Inc. (1929).
Chandler murió a los 73 años en El Sereno, California.

## Filmografía
- The Big Broadcast (1932)
- Madame Racketeer (1932)
- Gold Rush Maisie (1940)
- Redhead (1941)
- Tennessee Johnson (1942)
- Thumbs Up (1943)
- Master Minds (1949)

## Discografía parcial
COLUMBIA A1950 (78) She’s Good Enough to Be Your Baby’s Mother (and She’s Good Enough to Vote With You)
COLUMBIA A1956 (78) You Can't Get Along With 'Em or without 'Em (grabado el 20 de enero de 1916)
EDISON 51193-R (78) My Sweetie Went Away (He Didn't Say Where, When or Why)

## Partitura
(Con su foto en la portada)

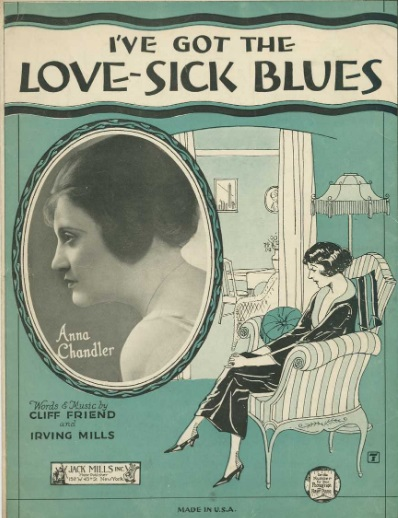
I've Got The Love-Sick Blues

- (Yr Unk) – Hello Wisconsin (Won't You Find My Yonnie Yonson
- 1915 – America I Love You
- 1916 – Rolling Stones (All Come Rolling Home Again) - Palabras por Edgar Leslie; Música por Archie Gottler
- 1917 – Yankee Doodle Learns Parlez Vous Francais
- 1917 – You've Certainly Opened My Eyes
- 1917 – Never Was A Lass Like You
- 1917 – ... Somewhere In France
- 1920 – Feather Your Nest
- 1921 – Scandinavia
- 1922 – I've Got The Love-Sick Blues, Jack Mills, Inc., publisher
- 1922 – Lost (A Wonderful Girl)
- 1922 – Lovin Sam (The Sheik of Alabam)
- 1923 – Annabelle